# Hardanger (Bax)
Hardanger is een compositie van Arnold Bax.
Bax liet zich regelmatig beïnvloeden door Edvard Grieg. Dit relatief korte werkje voor twee piano’s schreef Bax in 1927 met Grieg in het dankwoord (“with aknowledgements to Grieg”). Het is een (Britse) variatie zijn op de halling uit de Hardangerstreek in Noorwegen. Het pianoduo/echtpaar Ethel Bartlett en Rae Robertson heeft het diverse keren uitgevoerd vanaf de door hun gegeven première op 2 februari 1929. Zij namen het werk ook mee tijdens optredens in Nederland in 1929 en 1930.
In 2017 zijn er drie verschillende uitvoeringen verkrijgbaar:
- Bartlett en Robertson: selected recordings 1927-1947 op APR
- Jeremy Brown en Seta Tanyel: Piano duos van Bax op Chandos in een opname uit 1987
- Ashley Wass en Martin Roscoe: Music for two pianos op Naxos in een opname uit 2006